# Piccolominiové
Piccolomini (počeštěně Piccolominiové) byl italský šlechtický rod, který vymřel v 18. století.

## Historie
Jedná se o prominentní rodinu, která získala knížecí titul. Díky nemanželské dceři Karla z Anjou, krále jeruzalémského, neapolského a sicilského, bratra Ludvíka Svatého, krále Francie byla rodina Piccolomini spřízněna s královskými rodinami.
V Čechách rod vlastnil náchodské panství se zámky Náchod a Ratibořice.
Rod Piccolomini vymřel po meči v 18. století.

## Významní příslušníci rodu

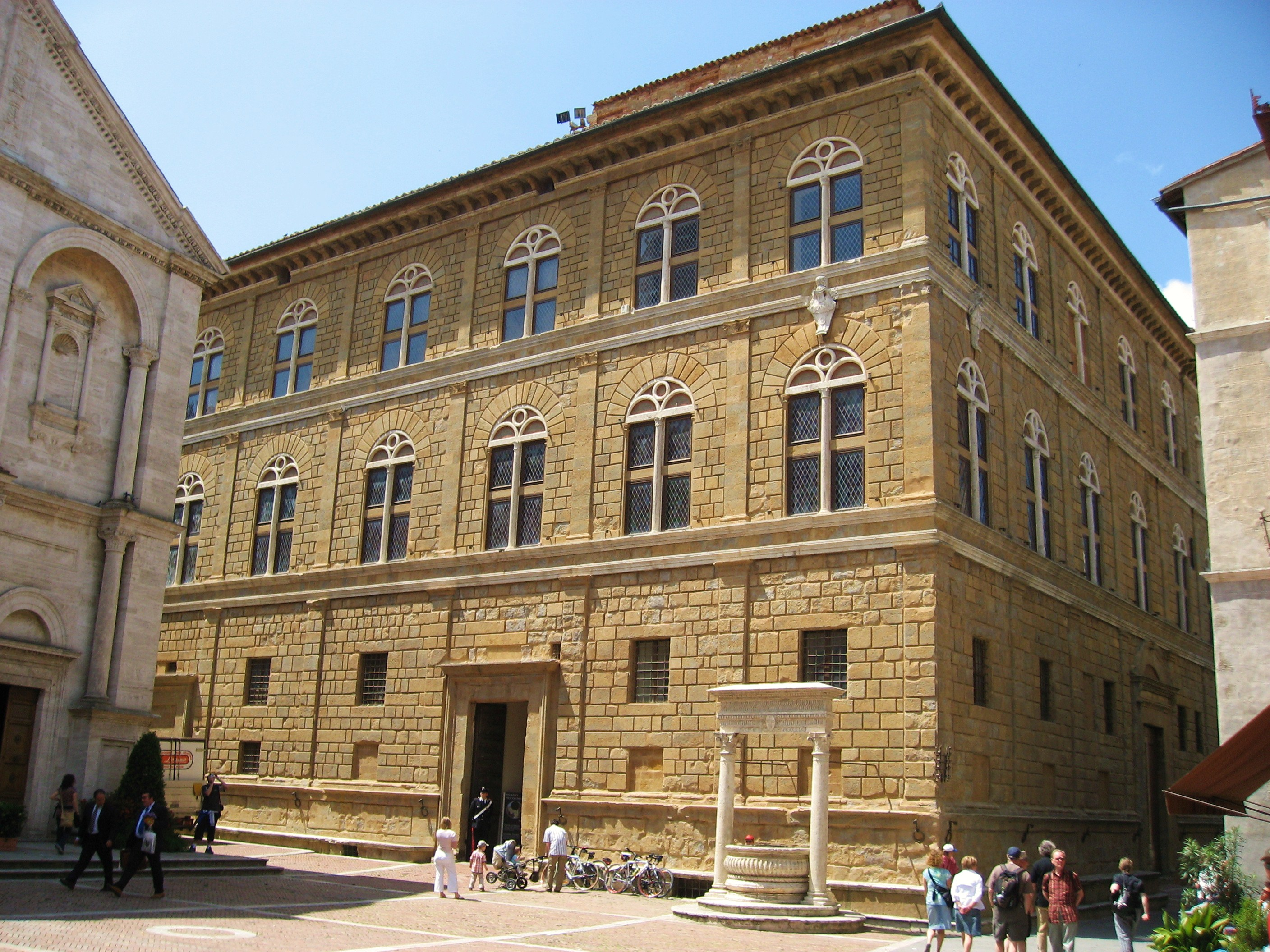
Renesanční palác Piccolominiů v Pienze

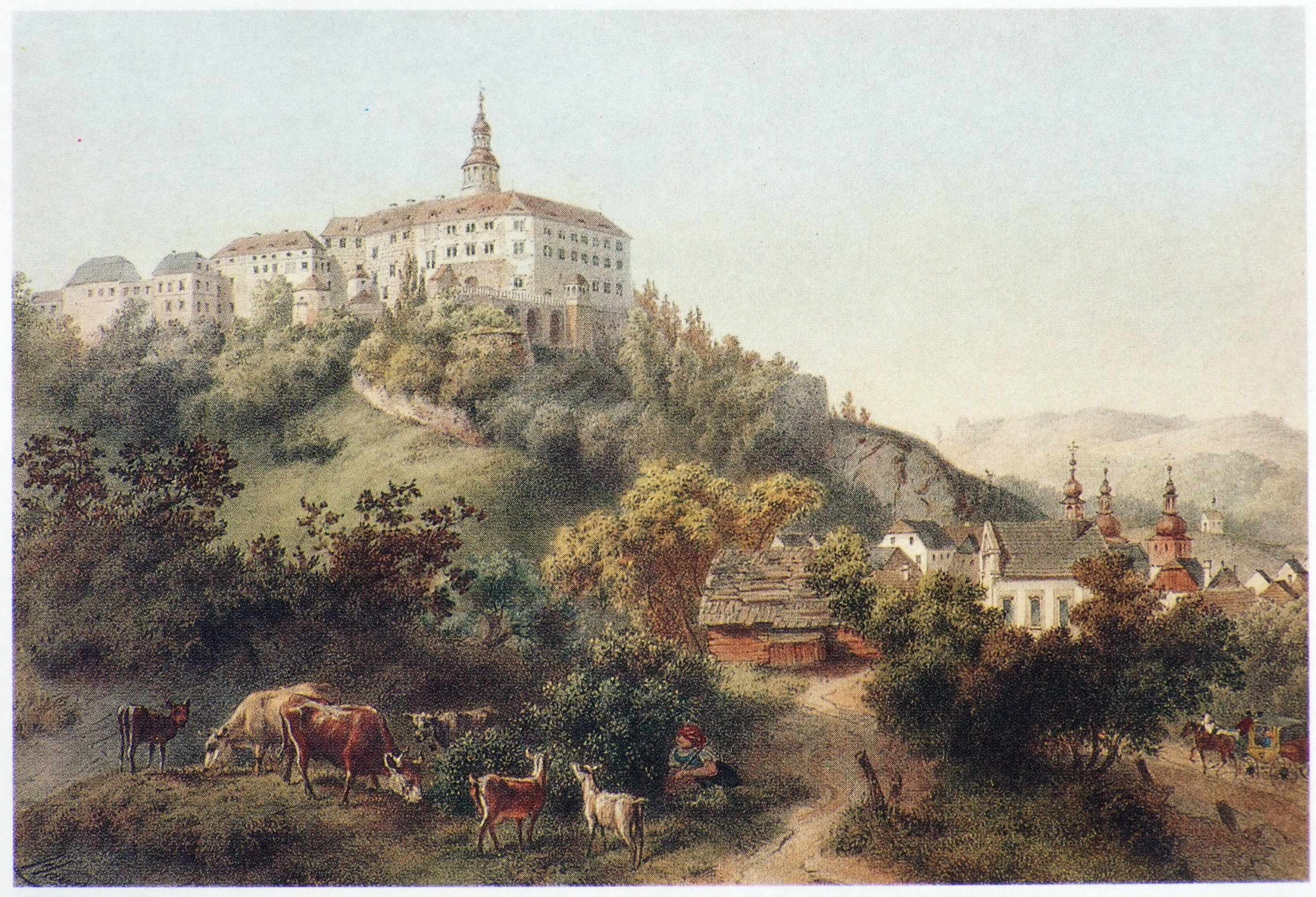
Náchodský zámek, A. C. Haun, 1867.

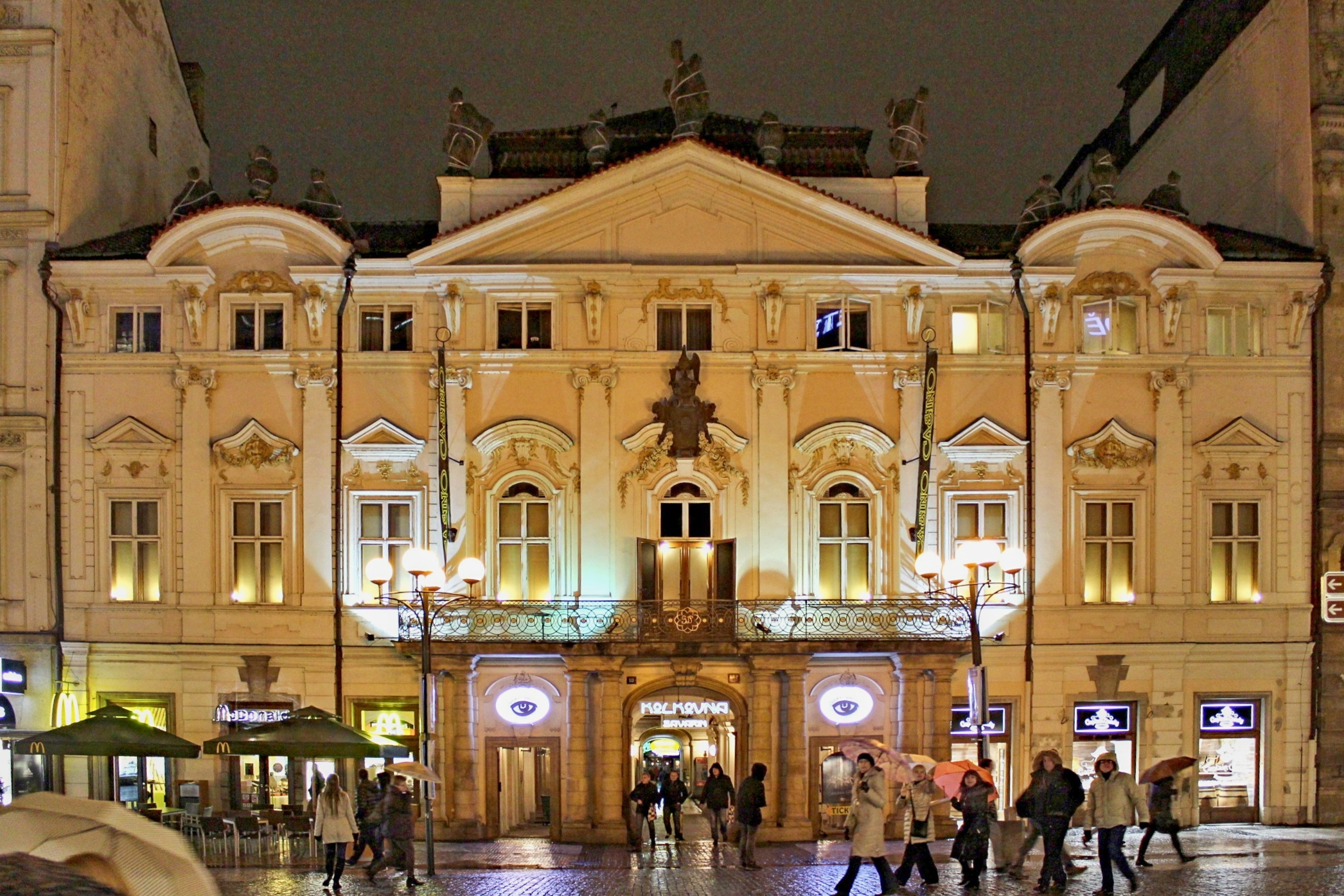
Pražský palác postavený pro Oktavia Piccolominiho

Mnoho členů rodiny bylo významnými církevními hodnostáři, generály a státníky v Sieně a jinde. Dva členové tohoto rodu se stali papeži:
- Aeneas Silvius Piccolomini – Pius II.
- Francesco Piccolomini – Pius III.

Mezi další členy rodu patří:
- Ottavio Piccolomini, vévoda z Amalfi, kníže, generál rakouské císařské armády, majitel Náchodskeho panství, a jeho manželka Marie Benigna Františka Sasko-Lauenburská
- Giuseppe Silvio Piccolomini, majitel Náchodskeho panství, zahynul v bitvě u Jankova v roce 1644
- Alessandro Piccolomini (1508–1579) – humanista, filosof, astronom a spisovatel
- Jáchym Piccolomini, sienský blahoslavený
- Ascanio Piccolomini, arcibiskup 1621–1671, přítel Galilea Galileiho
- Eneáš Sylvius Piccolomini, majitel Náchodskeho panství
- Lorenzo Piccolomini (též známý jako Vavřinec, kníže Piccolomini), vévoda, mladší bratr Eneáše Sylvia
- Anna Viktorie Piccolominiová, roz. z Kolovrat, majitelka Náchodskeho panství jako poručnice svého syna Jana Václava Piccolominiho
- Jan Václav Piccolomini, majitel Náchodskeho panství
- Oktavián II. Piccolomini, majitel Náchodskeho panství. Jím vyhasla rodová linie Piccolomini-Pieri v mužské linii
- Jan Pompeus Piccolomini-Todeschini, majitel Náchodskeho panství z rodové linie Piccolomini-Tedeschini
- Josef Parille Piccolomini-Todeschini, majitel Náchodskeho panství, poslední z rodové linie Piccolomini-Tedeschini
- Josef Vojtěch z Desfours, vnuk vévody Lorenza Piccolominiho získal panství Náchod
- Marietta Piccolominiová (1834–1899), italská sopranistka